# 穢跡金剛
穢跡金剛，即“清除穢跡金剛”之簡稱，唐代希麟法師明確稱之為“除穢憤怒尊”，又稱大權力士神王佛，為釋迦牟尼佛化現之金剛明王，本體為化佛。在佛法修持上，為密教本尊或護法，依漢傳密教、藏傳密教不同傳承有多種身形：二臂、六臂、八臂及靛藍、紅色、藍色、綠色等。唐密穢跡金剛像上頂有釋迦牟尼佛。

## 與火首金剛的異同
多數佛教行者與學者認為穢跡金剛與火首金剛（或稱烏芻瑟摩 Ucchuṣma 明王）為同尊，支持同尊的论据之一：秽迹金刚的梵音是烏深目，与火首金剛的梵音烏芻瑟摩相近。唐代希麟《续一切经音义·第七卷》曰：“乌枢瑟摩，梵语或云乌蒭沙摩，旧译云秽迹金刚，此言有失，似毁于圣者也。新翻为除秽忿怒尊，谓以金刚慧，现威怒身，降伏难调秽恶有情故也。”將烏芻（/樞）瑟摩作為穢跡金剛的梵名。但亦有持不同意見者。。
在《穢跡金剛說神通大滿陀羅尼法術靈要門》中佛陀心光左旋化出穢跡金剛，《大威力烏樞瑟摩明王經》中烏樞澀摩則是由金剛手菩薩應摩醯首羅天王大部多主所請，入「怖畏金剛大忿怒遍喜三摩地」所化出。

## 緣起

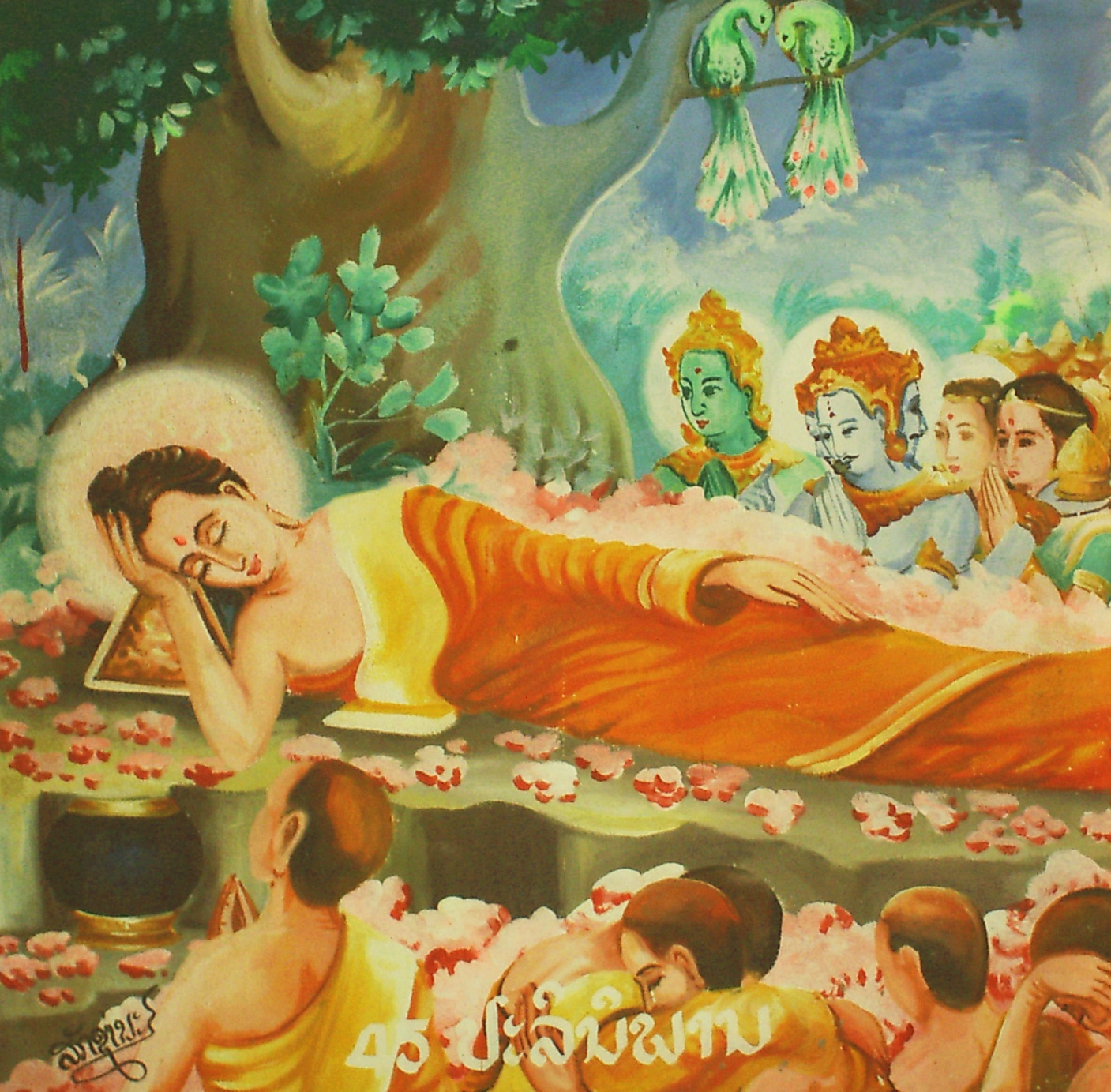
中夜，釋迦牟尼佛於娑羅雙樹間將入涅槃

釋迦牟尼佛臨入涅槃，四眾哀戚謁佛聞法。然而當時螺髻梵王在天上同諸天女娛樂，不來覲省佛陀聽法。當時有咒仙前去拿取梵王。被梵王用便溺淫血等穢物施法困住而咒術不靈；又有金剛神前去，亦被穢物困住。過了七天，梵王仍不來覲見佛陀。這時，佛陀心光左旋，化出一尊穢跡金剛，騰身空中，來到梵王所，一指穢氣就變成淨土，解救了咒仙及金剛神，並將梵王帶到佛前，螺髻梵王懺悔前罪，發心護持佛法。佛陀授記：於未來際，穢跡金剛成為「大權力士神王佛」，螺髻梵王成為「清淨光明佛」。

## 密法派別

### 漢傳穢跡金剛法
- 福建鼓山派：持誦穢跡金剛咒，金剛杵上有四大天王、八大菩薩。
- 北京派：持誦穢跡金剛咒、一根本手印、四十二道符。
- 四川派：持誦穢跡金剛咒、六種手印、五鈷金剛杵修法。[3]

### 藏密穢跡金剛法
- 格魯派六臂藍穢跡金剛
- 格魯派六臂綠穢跡金剛
- 竹巴噶舉派紅穢跡金剛
- 噶瑪噶舉派蘇曼寺特殊二臂藍穢跡金剛 [4]

## 著名道場
- 台灣新北市樹林福慧寺（北京派，唐密穢跡金剛根本道場）[5]
- 台灣台北市大乘講堂（福建鼓山派，湧泉寺法脈）
- 香港芙蓉山虛雲老和尚紀念堂 （海灯法师传承）
- 四川省彭州市九隴鎮（丹景山鎮）佛山古寺 [6]
- 香港青山佛教真言宗法界圆融派莲池净院（宝霞法师传承）[7]
- 菏泽市虚云佛学社（济平法师传承）[8]

## 修持功德
修誦穢跡金剛法有如下四十二種功德：

| 1. 位尊德貴 2. 降伏情欲 3. 去染除穢 4. 通染通淨 5. 方便修學 6. 聰明智慧 7. 得大褔報 8. 離貧得富 9. 降魔鬼病 10. 消災延壽 11. 治瘟疫病 12. 治惡瘡病 13. 療冷寒症 14. 治百萬病 | 1. 治夜驚怖 2. 夜夢吉祥 3. 令得安樂 4. 滅諸罪事 5. 畫像滅罪 6. 防蛇毒獸 7. 辟諸毒食 8. 防水難患 9. 止雹息雪 10. 辟兵災橫 11. 辟官諍訟 12. 免除盜賊 13. 治兒夜啼 14. 眾神庇護 | 1. 鬼神禮敬 2. 金剛侍衛 3. 子息易得 4. 生產順利 5. 得善姻緣 6. 超渡解脫 7. 見亡者事 8. 本尊夢感 9. 本尊相隨 10. 證總持門 11. 得宿命智 12. 速獲菩提 13. 諸王敬貴 14. 授記作佛 |

## 根本咒語
《大威力烏樞瑟摩明王經》末載：復次大威力明王守護密言（除穢金剛根本咒語）曰：
　　曩慕囉怛曩(二合)怛囉(二合)夜也(一)曩慕室戰(二合)拏嚩日囉(二合)播拏裔(二)摩訶藥乞叉(二合)細曩(引)跛多(上)裔(三)怛儞也(二合)他(引四)唵(五)嚩日囉(二合)俱 (二合)馱(六)摩訶麼攞(七)訶曩娜訶跛者麼他(八)尾吉羅拏尾馱望(二合)娑也(九)烏芻瑟麼(二合)俱路(二合)馱(十)吽 (十一)吽 (十二)吽 (十三)頗吒(十四)頗吒(十五)頗吒(十六)馺嚩(二合引)訶(十七)。
Namo ratnatrayāya, namaś caṇḍa vajrapanaye, mahāyakṣasenapataye, tadyathā : Oṃ, vajra-krodha, mahābala, hana daha paca mātha, vikiraṇa vidhvaṃsaya, ucchuṣma-krodha, hūṃ hūṃ hūṃ, phaṭ phaṭ phaṭ, svāhā !
《穢跡金剛禁百變經》末載：
　　(古經本呪四十三字。唐太宗朝人多持誦感驗非一。除去十字今就錄出。速獲靈應無過是呪)。
　　唵𠲽咶　啒㖀摩訶般囉(二合)　很那𠵨　吻汁吻　（醯）（摩）（尼）[口*微]咭[口*微]　摩那棲（唵）（斫）（急）（那）烏深暮　啒㖀吽吽（吽）泮泮泮（泮）（泮）娑訶。
oṃ  bhihau  guru  mahā-pra  hun-nahu  bucibu  himaṇi  vikivi  manaśe  oṃ  jaṭila  ucchuṣma  guru hūṃ hūṃ hūṃ  phaṭ phaṭ phaṭ phaṭ phaṭ  svāhā.

## 相關經典
- 《大威力烏樞瑟摩明王經》三卷[10]
- 《穢跡金剛說神通大滿陀羅尼法術靈要門經》[11]
- 《穢跡金剛禁百變法經》[12]